# Gama (Catumbela)
Gama é uma comuna angolana. Pertence ao município da Catumbela, na província de Benguela.